# Малина, Френк Джозеф
Френк Джозеф Малина (англ. Frank Joseph Malina, 2 октября 1912[…], Бренем, Техас — 9 ноября 1981, Булонь-Бийанкур, Франция) — американский учёный-механик, инженер и художник.

## Биография

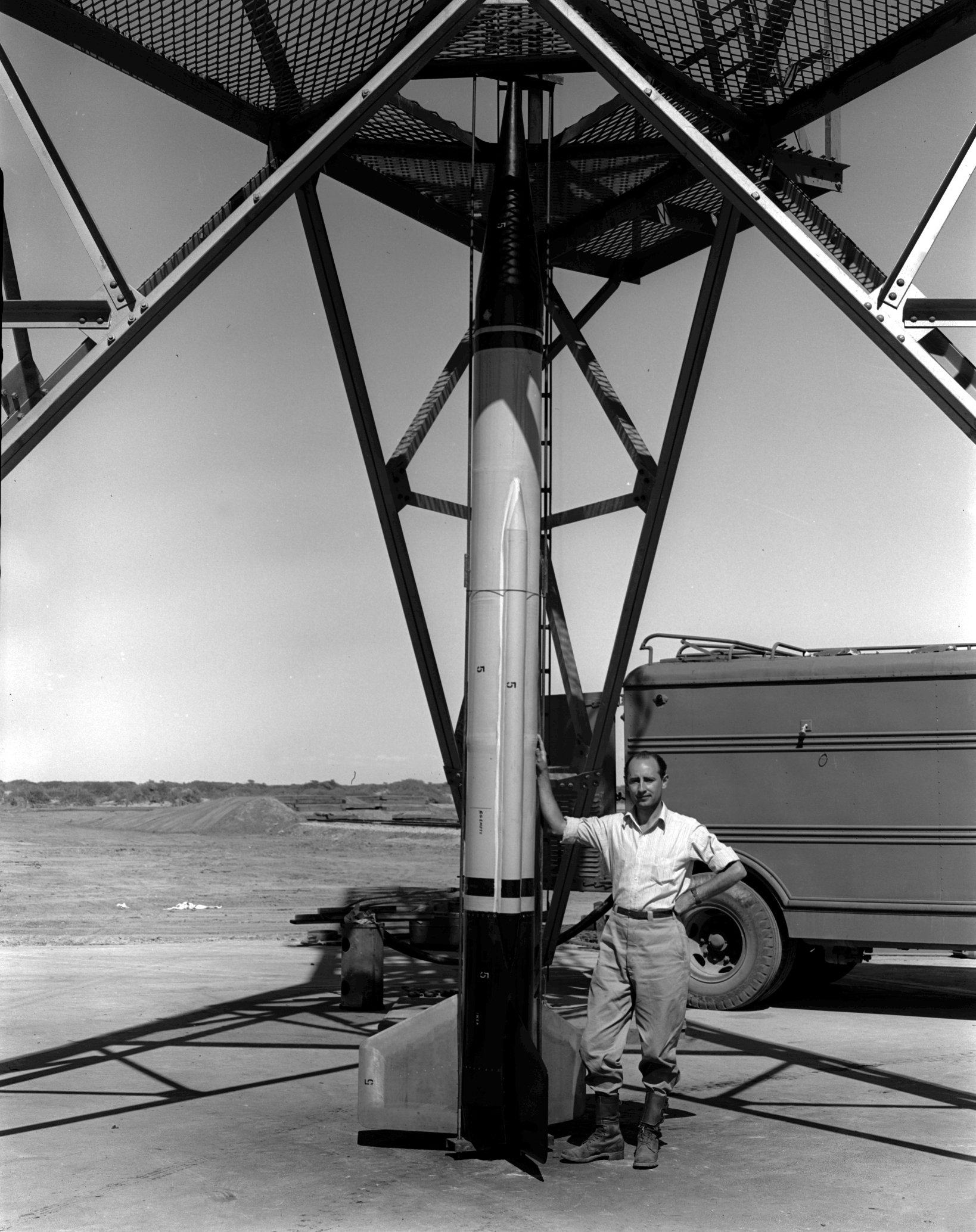
Френк Малина с ракетой Wac Corporal

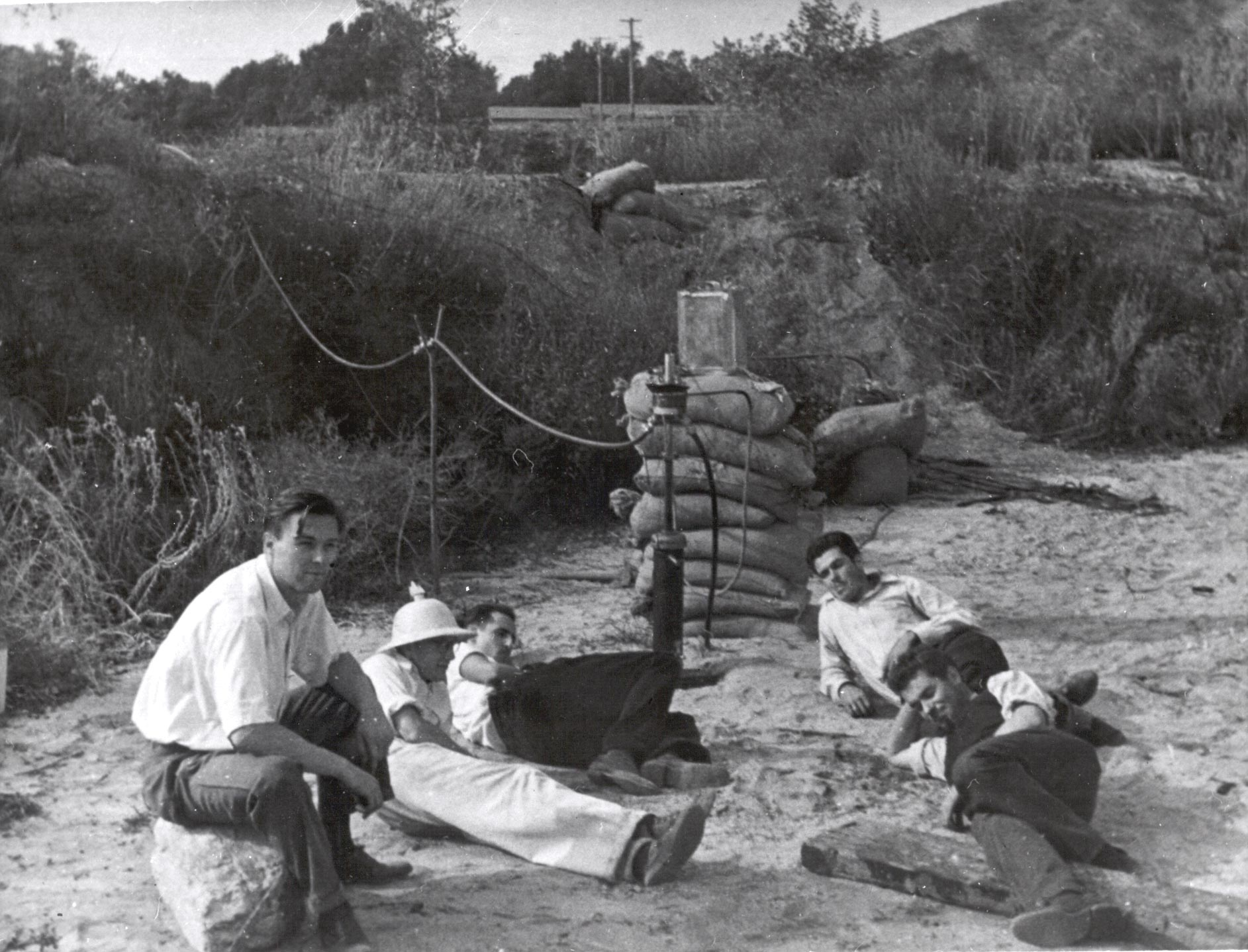
Члены исследовательской группы ракетной техники GALCIT в каньоне у реки Арройо-Секо, ноябрь 1936. Слева на право: Рудольф Шотт, Амо Смит, Френк Малина, Эд Форман, Джек Парсонс

Сын выходца из Богемии, родители переехали в США перед Первой мировой войной. В 1920 году семья вернулась в Европу. Родители арендовали ресторан и гостиницу во Френштат-под-Радгоштем. Здесь, в Валашских Мезиржичи, Френк пошёл в школу. Через пять лет семья вновь уехала в США.
В 1934 году окончил Техасский университет и получил специальность инженера-механика. В том же году получил стипендию в Калифорнийском технологическом институте, который окончил с докторской степенью в 1940 году. С 1935 года сотрудничал с Теодором фон Карманом, Джоном Парсонсом, Эдом Форманом. Проводимые ими испытания конструкций новых ракетных двигателей бывали смертельно опасны. В 1944 году он сменил Кармана во главе лаборатории реактивного движения. После открытия второго фронта выезжал в Европу для ознакомления с образцами немецкой ракетной техники Фау-1 и Фау-2.
В конце 1945 года ракетные испытания Малины были перенесены на ракетный полигон Уайт-Сэндс в Нью-Мексико. Разработанная коллективом во главе с Ф. Малиной ракета WAC Corporal стала первой американской ракетой, преодолевшей отметку в 50 миль, первой ракетой, достигшей космоса.
В 1947 году желая заняться наукой (по другой версии — из-за возможных (или уже состоявшихся) обвинений в шпионаже), оставил занятия разработкой ракетной техники.
Переехал во Францию и стал сотрудничать с ЮНЕСКО и Джулианом Хаксли. В 1951 году Малина стал руководителем отдела научных исследований ЮНЕСКО. В 1952 году, в разгар «красной паники», Малину обвинили в том, что он не указал свое членство в коммунистической партии при заполнении анкеты Калифорнийского технологического института. Он был объявлен беглецом с угрозой ареста при возвращении в Соединенные Штаты.
В 1953 году Малина начал выступать как художник и обосновался в Париже. Его работы в стиле люмино-кинетического искусства (использовались электрические лампочки разных размеров и цветов) будут представлены на самых престижных выставках, таких как Galerie d’Orsay, «Искусство во Франции и в мире», выставка Жюля Верна, Foire de Paris, музей Декоративного искусства в Париже, Музей американского искусства Уитни в Нью-Йорке и др.
В конце 1950-х годов выступил одним из основателей Международной астронавтической академии.
В 1967 году он основал международный исследовательский журнал «Leonardo Journal», редактируемый художниками и посвященный их работе и взаимодействию современного искусства с наукой и новыми технологиями.
Умер от сердечного приступа.